# Antonio Maria Ordelaffi
Antonio Maria Ordelaffi (1460 - 1504), est un noble italien qui vécut à la fin du XVe et au début du XVIe siècle, appartenant à la famille des Ordelaffi de la ville de Forlì.

## Biographie
Fils de Francesco IV Ordelaffi, Antonio Maria Ordelaffi fut seigneur de Forlì de 1503 à sa mort en 1504.
Avec la mort de Antonio Maria la branche principale de la famille Ordelaffi s’est éteinte ainsi que la domination de la famille sur Forlì.

## Sources
- (it) Cet article est partiellement ou en totalité issu de l’article de Wikipédia en italien intitulé « Antonio Maria Ordelaffi » (voir la liste des auteurs).